# ريما مباركي
```
ريما مباركي
 (مواليد 
28 يناير 1994
(
1994-01-28
)
 ) هي لاعبة 
كرة
 طائرة جزائرية. كانت جزءًا من 
المنتخب الوطني الجزائري للكرة الطائرة
.
[
2
]
```

## روابط خارجية
- الملف الشخصي نسخة محفوظة 18 نوفمبر 2015 على موقع واي باك مشين. في FIVB.org